# Apio Claudio Nerón
Apio Claudio Nerón (en latín, Appius Claudius Nero) fue un magistrado romano. Tras ejercer algunas magistraturas menores llegó a pretor en 196 a. C. El año siguiente (195 a. C.), durante la revuelta de 197 a. C. fue propretor en la Hispania Ulterior. Además de la legión que había tenido Quinto Fabio Buteón pudo contar con 2000 infantes 200 équites más. En 189 a. C. fue uno de los diez comisionados enviados a Asia a arreglar los asuntos locales. Pertenecía a la familia patricia Claudia.

### Citas
1. ↑  Nolla, Josep M. «la campanya de m. p. cató a empúries el 195 a.c. Algunes consideracions». Revista Girona.
2. ↑  Tito Livio, Ab Urbe condita libri, 33, 43, 7-8.